# Programme nucléaire militaire de la Suisse
Le programme nucléaire militaire de la Suisse de 1945 à 1988 était un programme de développement et de fabrication autonomes de bombes atomiques pour l'armée suisse. Le projet de la Suisse neutre était placé sous le signe de la guerre froide. Le public en était partiellement informé. Bien qu'il ait été largement poussé par l'armée et le Conseil fédéral, il n'a finalement pas été réalisé et a fait l'objet d'une forte opposition politique de la part de scientifiques et d'organisations de gauche, pacifistes et ecclésiastiques.

## Histoire
En 1945, un mois après les bombardements atomiques d'Hiroshima et de Nagasaki, la Commission de défense nationale suisse a discuté de l'impact qu'une bombe atomique pourrait avoir sur la défense nationale de la Suisse. D'autres pays neutres ou non-alignés, comme la Suède et la Yougoslavie, ont également étudié la question. En 1946, le Conseil fédéral a créé la commission d'étude de l'énergie nucléaire. Elle devait étudier les possibilités d'utilisation de l'énergie nucléaire à des fins civiles. En secret, cette commission a toutefois été chargée par le conseiller fédéral Karl Kobelt de promouvoir « la création d'une bombe suisse à l'uranium ou d'autres moyens de guerre appropriés, basés sur le principe de l'utilisation de l'énergie atomique ». En 1947, le Parlement suisse a accordé un crédit de 18 millions de francs suisses, sans avoir connaissance des intentions militaires de Kobelt et donc de la commission.
Paul Scherrer, un physicien nucléaire renommé, était le président de la commission. Il avait de bons contacts avec des collègues spécialistes comme Werner Heisenberg, Lise Meitner et Otto Hahn. Il était directement impliqué dans le projet Matterhorn de recherche sur la fusion nucléaire. Grâce à ses connaissances techniques et à ses contacts, il a donc été un pilier déterminant du programme suisse d'armement nucléaire, bien qu'il ait considéré bien plus tôt que les militaires et les politiciens que l'idée d'une bombe atomique était un peu trop grande, selon Monika Gisler. Ce n'est qu'en 1955 que la commission a réussi à se procurer 10 tonnes d'uranium, dont la moitié a été stockée comme réserve militaire de guerre. Auparavant, il y avait eu en 1947 des plans de « coopération de recherche » pour extraire soi-même de l'uranium dans la Chine de Tchang Kaï-chek, ce que les Américains ont empêché. L'intervention américaine avait également empêché de l'uranium allemand d'arriver en Suisse.
En juillet 1958, le Conseil fédéral édicte une déclaration de principe dans laquelle on peut lire ce qui suit :

« Fidèle à nos traditions séculaires en matière de défense nationale, le Conseil fédéral est par conséquent d'avis que l'armée doit recevoir les moyens les plus efficaces pour lui permettre de maintenir notre indépendance et de protéger notre neutralité. Les armes atomiques font partie de ces moyens. »

Comme on peut le lire dans la déclaration, le Conseil fédéral estime cette déclaration comme signifiant qu'une acquisition d'armes nucléaires ne serait nécessaire que si d'autres pays venaient à briser ce monopole en plus des trois puissances nucléaires actuelles (États-Unis, Grande-Bretagne, Union soviétique). Il s'agissait toutefois de démontrer clairement que la Suisse se trouvait au seuil de la production d'armes nucléaires. Les voisins allemands, en particulier, étaient observés avec méfiance. On suppose que dans le cas d'un armement nucléaire au sein de l'armée allemande, la Suisse aurait fait le même pas.
En réaction à la déclaration du Conseil fédéral, l'initiative populaire « pour l'interdiction des armes atomiques » a été lancée début 1959. Parmi les partis représentés au Parlement, seul le Parti du travail une consigne de voter « oui ». Certains partis cantonaux du Parti socialiste suisse (PS) dans les cantons francophones et italophones ont également donné le mot d'ordre de « oui », en divergence avec le parti-mère. Fritz Giovanoli (de) (PS) s'est fortement engagé. Max Daetwyler, qui a parcouru le monde avec un drapeau blanc, est devenu une véritable icône de la résistance pacifiste contre les armes nucléaires en Suisse et dans le monde. Le théologien Karl Barth, le chimiste Lavoslav Ružička et l'écrivain Friedrich Dürrenmatt lui ont apporté un soutien de premier plan. Le 1er avril 1962, l'initiative populaire n'a été acceptée que par un tiers des votants, avec 65,2 % de non. Un fort « Röstigraben » est apparu, puisque Neuchâtel a voté à 70,7 % en faveur du oui, contre 63,7 % dans le canton de Vaud et 60,6 % dans le canton de Genève. Les électeurs du Tessin se sont également prononcés à une légère majorité en faveur de l'initiative.
En Suisse, des groupes trotskistes ont organisé un activisme oppositionnel contre l'armement nucléaire, qui a atteint son apogée à l'époque de la crise de Cuba en 1962. Ils sont parvenus à mobiliser les milieux ecclésiastiques, syndicaux et pacifistes pour des manifestations. Lors de la fête du Premier mai, le refus d'un programme d'armement nucléaire suisse était l'une des revendications fermes ; ainsi, au milieu des années 1960, des participants à la manifestation ont porté une banderole sur la Paradeplatz de Zurich avec l'inscription « La lutte contre l'armement nucléaire continue ». Le projet d'armement nucléaire a également rencontré une certaine résistance parmi les catholiques suisses. Leurs annonces faisaient la promotion de la deuxième initiative en citant la mise hors la loi des armes nucléaires par le pape Jean XXIII.
Avec le rejet par 62,2 % de l'initiative populaire atténuée du PS « sur le droit du peuple de décider de l'équipement de l'armée suisse en armes atomiques » qui suivit le 26 mai 1963, la soumission de la décision sur les armes atomiques à un référendum obligatoire fut également rejetée. Genève, Vaud, Neuchâtel, le Tessin et Bâle-Ville ont à nouveau voté pour. Du 17 au 19 avril 1965 a eu lieu la « Marche de Pâques des opposants aux armes nucléaires », qui s'est déroulée d'Olten à Bâle sous le signe de la paix de la Campagne pour le désarmement nucléaire.
Au printemps 1964, un groupe de travail du Département militaire fédéral (DMF), qui a approuvé les essais de bombes atomiques en Suisse, présente un plan d'équipement secret pour l'introduction de la bombe atomique. Dans la première phase du plan, « cinquante bombes d'aviation de soixante à cent kt chacune » devaient être acquises. Afin de rechercher de l'uranium en Suisse, de faire avancer les ultracentrifugeuses pour l'enrichissement de l'uranium ainsi que la technique des armes atomiques elle-même, et de clarifier définitivement la question de savoir si des essais de bombes atomiques pouvaient être effectués en Suisse, le chef de l'État-major général de l'époque, Jakob Annasohn (de), demande au conseiller fédéral Paul Chaudet, chef du DMF, d'obtenir du Conseil fédéral un budget total de 20 millions de francs. Plusieurs gisements d'uranium sont découverts en Suisse, mais leur exploitation ne semble pas judicieuse en raison des quantités trop faibles. Elle aurait également entraîné la destruction du paysage. Le géologue Félix Gilléron, chef de projet à l'Office fédéral de la science et de la recherche, estime qu' :
« Il s'agissait de mesures préventives. Nous devrions chercher de l'uranium maintenant, lorsque nous avons le temps, afin de savoir plus tard, en cas de situation d'urgence, s'il y a quelque chose à prendre et, le cas échéant, où le prendre. Il ne faut pas oublier qu'il faut en général entre 6 et 10 ans pour explorer un gisement d'uranium et le développer jusqu'à ce qu'il soit prêt pour la production ».
La proposition politique est soumise au Conseil fédéral le même jour que la décision sur le crédit supplémentaire de 576 millions de francs pour l'acquisition des Mirage III. L'affaire des Mirages qui s'ensuivit entraîne donc également un revers important dans les efforts nucléaires de la Suisse. Le Conseil fédéral a certes accepté la proposition d'Annasohn, mais a torpillé sa propre décision en limitant fortement ses ressources en personnel. Même après ce développement, Paul Scherrer déclare en 1967, lors d'un entretien avec un attaché militaire suisse, que la Suisse connaissait tout de la construction de la bombe et qu'après une période de développement de quatre ans et un investissement d'un milliard de francs, une bombe atomique aurait pu être construite de manière autonome.
À la suite de la conclusion du traité sur la non-prolifération des armes nucléaires en juillet 1968, les efforts visant à faire de la Suisse une puissance nucléaire se sont heurtés pour la première fois à un net vent politique contraire venant de l'étranger. À la suite de cela et de la pression politique intérieure croissante, la Suisse a signé le traité en novembre 1969. Le traité n'a toutefois été ratifié qu'en mars 1977, lorsqu'il est devenu clair que les États qui n'étaient pas membres du traité étaient soumis à des pressions politiques et économiques de plus en plus fortes,.
Ce n'est qu'en novembre 1988 que le conseiller fédéral Arnold Koller a mis fin à ces efforts en dissolvant le successeur de la Commission d'étude de l'énergie nucléaire, le Comité de travail pour les questions atomiques,. En 1995, la Suisse a accepté la prolongation illimitée du Traité de non-prolifération nucléaire, qui prévoit une interdiction totale des essais nucléaires et un système de vérification efficace. En 1996, l'accord d'interdiction complète des essais nucléaires a également été approuvé.

## Technique

### Réacteurs
Deux réacteurs sont souvent mentionnés dans le cadre du programme d'armement nucléaire suisse. Il n'est pas prouvé que le réacteur de Lucens, dans le canton de Vaud, ait été utilisé à des fins militaires. La possible utilisation militaire de ce réacteur a été tantôt acceptée, tantôt rejetée dans des travaux scientifiques,.
Il a toutefois été prouvé que le réacteur de recherche Diorit (de) à Würenlingen, dans le canton d'Argovie, abritait de l'uranium acquis pour le programme d'armement nucléaire.

### Matière fissile
Entre 1953 et 1955, la Suisse s'est procuré environ dix tonnes d'uranium auprès de la Grande-Bretagne et de la Belgique (gisements du Congo belge) par le biais d'un accord secret. 5 000 kg de cet uranium ont été attribués au réacteur de recherche Diorit à Würenlingen. 3 238 kg d'uranium et 2 283 kg d'oxyde d'uranium ont été stockés comme « réserve de guerre » dans un dépôt à Wimmis.
Entre 1960 et 1973, du plutonium a été incubé dans le réacteur de recherche « Diorit ». Celui-ci a été enrichi en France et en Belgique jusqu'à atteindre une teneur en 239Pu de 92%, puis renvoyé en Suisse. 20 kg de plutonium en poudre ont ensuite été stockés dans des coffres-forts sur le site de l'actuel Institut Paul Scherrer. En février 2016, le transport vers les États-Unis de ce plutonium, propriété de la Confédération depuis les années 1960, a été annoncé.

### Porteurs de charges atomiques
Outre le Dassault Mirage III français, le Saab 35 Draken suédois et le Lockheed F-104 Starfighter américain ont été évalués comme avions porteur de charges atomiques. En novembre 1960, le choix s'est limité au Saab 35 Draken et au Mirage III.
En décembre 1960, le Conseil fédéral acta la décision d'acquérir le Mirage III. En 1961, les Chambres approuvèrent le crédit d'acquisition de 871 millions de francs pour 100 Mirage IIIS. En 1962, un seul Mirage IIIC de l'armée de l'air française a été repris pour des essais d'engagement des armes et en 1964, la Suisse a reçu deux Mirage IIIBS biplaces pour la formation des pilotes.
Après l'affaire des Mirages, due à des erreurs massives de calcul, notamment en ce qui concerne l'équipement spécialisé comme porteur d'armes nucléaires, le nombre de Mirage III à acquérir a été réduit à 57 avions.

## Concept d'engagement
Outre l'effet dissuasif des armes nucléaires, les frappes préventives ou de représailles contre d'éventuels agresseurs ont également été évoquées. Le colonel-divisionnaire Etienne Primault (de) a un jour fait remarquer qu'un avion comme le Mirage III aurait été capable de transporter des bombes atomiques jusqu'à Moscou, ce qui rendait également envisageable une utilisation en territoire ennemi,. Mais il était plutôt prévu, de manière encore plus explosive, d'utiliser les armes sur le sol suisse en cas d'invasion éventuelle de la Suisse par un agresseur,,.